# FK Kruoja Pakruojis
El FK Kruoja Pakruojis fue un equipo de fútbol de Lituania.

## Historia
Fue fundado en el año 2001 en la ciudad de Pakruojis, logrando el ascenso a la A Lyga por primera vez en el año 2009 luego de que el FBK Kaunas y el Atlantas Klaipėda abandonaran voluntariamente la opción de ascenso..El equipo desapareció en el 2016.
Su desaparición dio lugar al FC Pakruojis.

## Participación en competiciones de la UEFA
| Temporada | Torneo             | Ronda            | Club                  | Casa | Visita | Global |
| --------- | ------------------ | ---------------- | --------------------- | ---- | ------ | ------ |
| 2013–14   | UEFA Europa League | Clasificatoria 1 | Dinamo Minsk          | 0–3  | 0–5    | 0–8    |
| 2015–16   | UEFA Europa League | Clasificatoria 1 | Jagiellonia Białystok | 0–1  | 0–8    | 0–9    |

## Entrenadores
- Aidas Dambrauskas 2009
- Albertas Klimavičius 2010–12
- Aidas Dambrauskas 2012-13
- Sébastien Roques enero de 2013–marzo de 2013)
- Vladimir Cheburin marzo de 2013–diciembre de 2013
- Divaldo Da Silva 2014-2015
- Miroslav Buljan enero de 2015 - febrero de 2015
- Mykola Trubachov febrero de 2015-¿?